# Matsudaira Norihiro
Matsudaira Norihiro est un nom japonais traditionnel ; le nom de famille (ou le nom d'école), Matsudaira, précède donc le prénom (ou le nom d'artiste).
Matsudaira Norihiro (松平 乗寛, 25 janvier 1778-16 décembre 1839) est un daimyo de la fin de l'époque d'Edo qui dirige le domaine de Nishio. Norihiro occupe diverses fonctions au sein du shogunat Tokugawa, dont rōjū et Kyoto shoshidai.
Il est le père de Makino Tadayuki, autre titulaire du titre de Kyoto shoshidai.